# 北進論
北進論（ほくしんろん、旧字体：北進󠄁論）とは、明治維新以降の日本で、「日本は北方地域へ進出すべきである」と唱えられていた対外論であり、南進論と対をなす。北進論でいう「北方」が具体的にどの地域を指すのかは、時代によって異なる。

## 歴史

### 幕末から満州事変まで

北進論　1.北樺太と沿海州へ　2.外蒙古とバイカル方面へ　3.イルクーツクへ　4.中央シベリアへ

北進論は、幕末の佐賀藩主・鍋島閑叟がロシアの南下を警戒して、そのために帝都を秋田に置くべきだという意見を起源に持つ。
明治以後、日清戦争中の北進論は朝鮮半島、遼東半島を制圧した上、渤海湾奥に上陸し北京侵攻を目指す直隷作戦を目指した。日清戦争・日露戦争に勝利し南樺太や満州権益などを獲得した日本では、東亜同文会を率いる近衛篤麿や神鞭知常の対露同志会などによって政策化されていく。また、民間ではウラジオストクで浪人団体を率いていた内田良平らが唱え始める。
1918年、ロシア内戦で白軍を支援するため日本もシベリア出兵を行い、イルクーツクまでも進出・占領したが、広大な地域を占領維持できずにゲリラにも悩まされ、1920年には尼港事件も発生して、結局、撤退した。

### 満州事変からソ連対日参戦まで
満州事変以降、満州国より北のソビエト連邦（現ロシア連邦）へ侵攻すべきとの議論となり、陸軍と関東軍の思想的イデオロギーとして定着した。
1938年には張鼓峰事件、1939年にはノモンハン事件と、日ソ間において日ソ国境紛争が発生したが、（近年、日本軍も相当ソ連に打撃を与えた面が明らかになたものの）結局、敗北。かわって南進論、つまり、ナチスがフランスを占領したために仏領インドシナ全域を確保できると日本軍は考えて、そのうえで仏領インドシナルートの援蒋ルートを完全に遮断するために、1940年9月、日本は、北部のみならず仏領インドシナの北部にも進駐した。
陸軍にとっての最大の仮想敵国は伝統的にソ連（ロシア）であり、アメリカを仮想敵国とするのは海軍であった。1942年春には、外交としては日ソ不可侵条約が締結されたものの、陸軍は対ソ攻勢を視野に入れていた。田中新一参謀本部第一部長が1940年末から翌年初頭にかけて作成した『大東亜長期戦争指導要綱』では、南方作戦は5、6カ月で終結させ、その兵力を北方へ転用することを進言した。1941年6月に独ソ戦が勃発すると陸軍内部には「北進論」が渦巻き、陸軍省は慎重であったが参謀本部は即時開戦に傾いた。そして、原嘉道枢密院議長・東條英機陸相の下、関東軍特種演習（関特演）と称して85万人を動員し「南北併進論」にこぎつけることに成功した。しかし、極東ソ連軍は、独ソ戦後も減少せず、極東ソ連軍との兵力差があるので、日本軍は対ソ戦を行わなかった。また、松岡洋右は、自ら日ソ不可侵条約を締結したにも関わらず、北進・対ソ戦を主張した（昭和天皇はこのことで松岡に不信感を持った）が、そのことで外相の地位を追われた。
そして、南進を進めた日本軍は、1941年7月、北部のみならず仏領インドシナの南部にも進駐した。アメリカ合衆国は対日全面禁輸に踏み切る。日本は戦争物資の枯渇に直面し、石油の備蓄は平時で2年分、戦時で1年半分しかなかった。「北進」はあくまでもソ連の打倒が目的であり、得られる資源は北樺太の原油程度にすぎず、日本国の需要を賄えるものではなかった。また、極東ソ連軍との兵力差もあり陸軍・関東軍は1941年8月9日に年内の対ソ開戦の可能性を断念、以降関東軍は対ソ国境警備のみを行うに留まった。日本はオランダ領東インドのパレンバンなどを中心とする南方資源地帯からの資源調達を選択し、南進を開始した（太平洋戦争）。その後も北進論自体は消えたわけではなく、東京裁判ではポート･ダーウィン攻略後に対ソ戦を行う計画もあったことが明らかにされている。
その後、関特演で充実させた兵力は南進の結果である太平洋戦争の進行や戦況悪化にともない南方軍に引き抜かれていった。1943年8月頃に至って、ようやく関東軍の対ソ積極政策は消極政策に変更されたとされる。太平洋戦争末期の1945年8月にはソ連が対日参戦し満州国は崩壊、南樺太や千島列島が占領され、逆にかつてよりロシアが南下し現在に至る。
アメリカ『ナショナル・インタレスト』誌の軍事ジャーナリストの想定では、日本が独ソ戦に呼応しソ連と対戦した場合でも、どのみちドイツ軍はモスクワを占領できず敗北、日本はシベリア沿岸地域の占領程度で大した影響がなかったとする。